# ادموند مالورا
ادموند مالورا (انگلیسی: Edmund Malura؛ زادهٔ ۲۴ ژوئن ۱۹۵۵) بازیکن فوتبال اهل آلمان است.
از باشگاه‌هایی که در آن بازی کرده‌است می‌توان به باشگاه شارلوتنبرگ برلین اشاره کرد.